# Richard Gondry
Richard Gondry (La Louvière, 18 april 1929 – Toulon, 11 januari 2015) was een Belgisch volksvertegenwoordiger.

## Levensloop
Na zijn studies aan de Provinciale Normaalschool in Morlanwelz was Gondry achtereenvolgens tewerkgesteld aan de normaalschool in Morlanwelz, gemeentelijk onderwijzer, opleider tot gemeentelijk onderwijzer aan de normaalschool van Morlanwelz en leraar Frans aan het integratiecentrum FIC in La Louvière. Vervolgens heroriënteerde hij zich richting het bijzonder onderwijs. 
In oktober 1952 werd de 23-jarige Gondry voor de toenmalige PSB verkozen tot gemeenteraadslid van La Louvière. Vanaf 1955 was hij er schepen van Openbare Werken, wat hij bleef tot aan de fusie van de Belgische gemeenten in 1976. Vervolgens was hij van 1977 tot 1982 schepen van Onderwijs. Op verzoek van zijn partij verliet Gondry in 1982 La Louvière om zich in buurgemeente Le Rœulx te vestigen en er bij de verkiezingen van dat jaar de PS-lijst aan te voeren. Gondry diende de communisten te overvleugelen, die zeer sterk stonden in Le Roeulx. De kiezer wist de komst van een buitenstaander naar de gemeente echter niet te waarderen en Gondry slaagde niet in zijn opzet om de meerderheid te breken, waarna hij van 1983 tot 1988 als gemeenteraadslid in de oppositie zetelde. Bij de gemeenteraadsverkiezingen van oktober 1988 stelde hij zich geen kandidaat meer.
Van 1971 tot 1987 zetelde Gondry voor het arrondissement Zinnik eveneens in de Kamer van volksvertegenwoordigers, waar hij van 1985 tot 1987 de functie van secretaris uitoefende. Door de toen bestaande dubbelmandaten was hij van 1971 tot 1980 ook lid van de Cultuurraad voor de Franse Cultuurgemeenschap, van 1974 tot 1977 lid van de voorlopige Waalse Gewestraad en zetelde hij van 1980 tot 1987 in de Waalse Gewestraad en de Franse Gemeenschapsraad. Hij toonde als parlementslid vooral belangstelling voor sociale zaken, zoals de hulp aan gehandicapten en de gezondheidszorg. Hij ijverde er ook voor om aan La Louvière de titel van stad te doen toekennen en in 1985 wist hij een wetsvoorstel in die zin goedgekeurd te krijgen.
Hij werd daarnaast ondervoorzitter van de Federatie van Ziekenkassen en Vakbonden van de Centrestreek in Henegouwen, alsook voorzitter van het door hem gestichte Centre Audiophonologique et de Logopédie binnen de Socialistische Mutualiteiten in La Louvière. Na zijn pensionering werd het logopedisch centrum naar hem vernoemd.